# Kvalifikacije za Svjetsko prvenstvo u nogometu 2010. (CONMEBOL)
Iz južnoameričke zone, u kojoj se natječu deset reprezentacija, na svjetsko prvenstvo 2010. kvalificirat će se 4 do 5 momčadi. 
Format natjecanja kojeg organizira CONMEBOL identičan je kao i za prethodna tri svjetska prvenstva. Svih deset reprezentacija je u jednoj grupi, te svaka momčad igra dva puta protiv ostalih reprezentacija, kod kuće i u gostima. Četiri prvoplasirane momčadi će se direktno kvalificirat na svjetsko prvenstvo, dok će petoplasirana momčad za mjesto na turniru razigravati s četvrtoplasiranom ekipom CONCACAF zone.

## Ljestvica
| Poz. | Momčad    | U  | P  | N | I  | G+ | G– | G+/– | Bod. | Nastavak natjecanja |
| ---- | --------- | -- | -- | - | -- | -- | -- | ---- | ---- | ------------------- |
| 1.   | Brazil    | 18 | 9  | 7 | 2  | 33 | 11 | +22  | 34   | svjetsko prvenstvo  |
| 2.   | Čile      | 18 | 10 | 3 | 5  | 32 | 22 | +10  | 33   | svjetsko prvenstvo  |
| 3.   | Paragvaj  | 18 | 10 | 3 | 5  | 24 | 16 | +8   | 33   | svjetsko prvenstvo  |
| 4.   | Argentina | 18 | 8  | 4 | 6  | 23 | 20 | +3   | 28   | svjetsko prvenstvo  |
| 5.   | Urugvaj   | 18 | 6  | 6 | 6  | 28 | 20 | +8   | 24   | doigravanje         |
| 6.   | Ekvador   | 18 | 6  | 5 | 7  | 22 | 26 | −4   | 23   |                     |
| 7.   | Kolumbija | 18 | 6  | 5 | 7  | 14 | 18 | −4   | 23   |                     |
| 8.   | Venezuela | 18 | 6  | 4 | 8  | 23 | 29 | −6   | 22   |                     |
| 9.   | Bolivija  | 18 | 4  | 3 | 11 | 22 | 36 | −14  | 15   |                     |
| 10.  | Peru      | 18 | 3  | 4 | 11 | 11 | 34 | −23  | 13   |                     |

Dana 24. studenog 2008., FIFA je suspendirala Peruanski nogometni savez u svim međunarodnim natjecanjima zbog miješanje peruanske vlade u djelovanje saveza. Suspnezija je trajala do 20. prosinca 2008.

## Doigravanje
| Prva momčad | Rez. | Druga momčad | 1. ut. | 2. ut. |
| ----------- | ---- | ------------ | ------ | ------ |
| Kostarika   | 1:2  | Urugvaj      | 0:1    | 1:1    |

## Vanjske poveznice
- Južnoamerička zona kvalifikacija  Arhivirana inačica izvorne stranice od 30. ožujka 2014. (Wayback Machine)